# Kujō Yoshitsune
Kujō Yoshitsune (九条 良経) ; (né en 1169, mort le 16 avril 1206), aussi appelé Fujiwara no Yoshitsune (藤原 良経) ou Gokyōgoku Yoshitsune (後京極 良経), est un homme politique, poète et calligraphe japonais de la fin de l'époque de Heian et du début de l'époque de Kamakura.
Il est le fils du régent Fujiwara no Kanezane et d'une fille de Fujiwara no Sueyuki. Comme son frère ainé Kujō Yoshimichi (良通) meurt au début de 1188, Yoshitsune devient le fils héritier de la famille Kujō fondée par son père. Il est ainsi nommé l'année suivante chūnagon puis dainagon. En 1190 il épouse Ichijō Yoshiyasu, une fille de Fujiwara no Yoshiyasu et se trouve ainsi lié aux Minamoto.
En 1195 il est ministre du centre (Nadaijin), ministre de gauche (Sadaijin) en 1199 puis premier ministre (Daijō-daijin) en 1204. En 1202 il est en outre régent (Sesshō) de l'empereur Tsuchimikado . Il meurt assassiné dans sa chambre en 1206 à l'âge de 38 ans.
Yoshitsune est aussi un calligraphe japonais et un poète du genre waka. Avec le parrainage et le soutien de son oncle, le moine Jien, il fréquente les cercles poétiques de l'ère Kenkyū puis ceux de l'empereur retiré empereur  Go-Toba. Il participe également à des utaawase, (concours de poésie waka).
En 1204 paraît son recueil de poèmes Akishino gessei shū (秋篠月清集) qui comprend plus de 1600 poèmes. Plus de 300 autres poèmes ont été publiés dans plusieurs collections impériales dont le Hyakunin isshu, le Shinchokusen Wakashū et le Shin Kokin Wakashū. Il écrit en 1205 la préface de ce dernier recueil qui contient 79 de ses poèmes.
Yoshitsune est à l'origine du style de calligraphie Gokyōgoku-ryū (後京極流), lui-même, basé sur le style Hosshō-ji-ryū (法性寺流),